# 1. FC Kleve
Der 1. FC Kleve 63/03 ist ein deutscher Sportverein aus Kleve. Er entstand im Jahre 2000 aus der Fusion des VfB Lohengrin 03 Kleve mit dem SC Kleve 63. Neben der namensgebenden Fußballabteilung bestehen die Abteilungen Karate, Tennis, Aerobic und Gymnastik.

## Geschichte

### Stammverein SC Kleve 63
Der Sportclub Kleve 1863 e. V. ging 1924 aus der Fußballabteilung des TV Cleve 1863 hervor und nahm 1925 den eigenen Namen an. Die Fußballabteilung des TV Cleve 1863 war wiederum durch den Beitritt des Verein für Jugend und Volksspiele Cleve 1919 entstanden. Der Verein für Jugend und Volksspiele Cleve selbst ging aus der 1917 erfolgten Fusion zwischen dem FC 1906 Cleve und dem Spielverein 1909 Cleve zum FC Hohenzollern Cleve hervor.
Der SC Kleve 63 spielte 1949/50 und 1951/52 in der drittklassigen Amateurliga Niederrhein Gruppe I, von 1954 bis 1956 in der Amateurliga Niederrhein II. Als Sechstplatzierter 1956 gelang die Übernahme in die eingleisige Amateurliga Niederrhein, aus der er 1960 abstieg, ab 1961 aber wieder angehörte. Aus dieser erfolgte 1964 erneut der Abstieg in die Viertklassigkeit. 1969 bis 1971 gelang letztmals die Rückkehr in die Amateurliga.

### Stammverein VfB Lohengrin 03 Kleve
Der Verein wurde 1903 als VfB 03 Cleve gegründet. Zu den Gründern gehörten hauptsächlich Angestellte der ortsansässigen van-den-Berghschen Margarinewerke. Dies brachte dem Verein den Spitznamen „de Botter“ ein. Auf dem vereinseigenen Sportplatz an der Triftstraße fand am 16. Oktober 1910 das erste Fußballländerspiel auf deutschem Boden zwischen Deutschland und Holland statt. Mit finanzieller Unterstützung durch den Generaldirektor der Margarinewerke ließ der VfB 03 Cleve eigens eine 1.000 Zuschauer fassende überdachte Sitzplatztribüne errichten. Zwischen 5.000 und 10.000 Zuschauer sahen eine 1:2-Niederlage Deutschlands. Das „Clever Kreisblatt“ kommentierte: „Auf deutscher Seite wurde fair gespielt, was man leider von den Holländern nicht immer behaupten kann“.
1920 fusionierte der VfB 03 Cleve mit dem Turnklub Merkur Kleve und dem Clever Schwimm-Sportclub zum Vereine für Turn- und Bewegungsspiele Cleve. 1921 wurde der Verein in VfB 03 Cleve umbenannt, ab 1925 schreibt sich der Ortsname Kleve. Nach dem Zweiten Weltkrieg erfolgte 1946 die Gründung des VfB Lohengrin 03 Kleve durch eine Fusion mit SuL Kleve (Fusion zwischen VfB Lohengrin 1921 Kleve und FC Sparta 1921 Kleve im Jahre 1936). Der VfB Lohengrin 03 Kleve spielte von 1950 bis 1955 in der drittklassigen Amateurliga Niederrhein II (beste Platzierung 1953 mit Platz 4) und von 1960 bis 1963 in der drittklassigen Amateurliga Niederrhein (beste Platzierung 1961 mit Platz 7).

### Nach der Fusion
Im Jahr 2000 erfolgte die Fusion des SC 63 Kleve mit dem VfB Kleve 03 zum 1. FC Kleve. Erster Trainer des Fusionsklubs wurde Jürgen Hoffmann, der zuvor bereits zwei Jahre den VfB betreut hatte. Nach der verpassten Landesligameisterschaft im ersten Jahr folgte ihm Horst Riege auf den Trainerstuhl, der den Klub 2001/02 in die Verbandsliga führte, jedoch noch im Sommer von Fred Bockholt als Trainer abgelöst wurde. Unter Bockholt erreichte der Verein die erneute Meisterschaft und den Durchmarsch in die Oberliga Nordrhein. Bis zur Saison 2007/08 spielte die Fußballmannschaft des 1. FC Kleve in der viertklassigen Oberliga. Als Aufsteiger spielte man in der Saison 2008/09 unter Trainer Arie van Lent in der durch die Einführung der 3. Liga ebenfalls viertklassigen Regionalliga West, aus der man jedoch sofort wieder in die jetzt fünftklassige NRW-Liga abstieg. Am 28. Februar 2009 wurde Trainer Arie van Lent aufgrund des sportlichen Misserfolgs (Platz 18 in der Regionalliga West) entlassen. Sein Nachfolger wurde der 46-jährige Fußballlehrer Georg Kress.
Am 18. Dezember 2010 gab der Verein bekannt, dass er seine erste Mannschaft aufgrund finanzieller Probleme vom Spielbetrieb der NRW-Liga zurückzieht. Damit stand die Mannschaft bereits vorzeitig als Absteiger aus der Liga fest. Am 11. März 2011 stellte der Verein einen Insolvenzantrag beim Amtsgericht Kleve. Grund waren die eingegangenen Forderungen der Stadt über die sofortige Rückzahlung der Fördergelder für den Stadionbau sowie die Steuerbescheide für die Jahre 2005–2008, über deren Höhe Stillschweigen vereinbart wurde. Zur Saison 2011/12 startete der 1. FC Kleve unter Trainer Sebastian Kaul in der Landesliga Niederrhein neu und übernahm dort den Platz der zweiten Mannschaft, die in die Bezirksliga versetzt wurde. Zur Rückrunde übernahm Thomas von Kuczkowski als Trainer die erste Mannschaft.
Am 25. Februar 2013 wurde das Insolvenzverfahren durch das Amtsgericht Kleve aufgehoben. Sportlich verpasste die Mannschaft in der Saison 2014/15 nur aufgrund der schlechteren Tordifferenz gegenüber dem 1. FC Mönchengladbach die Meisterschaft in der Staffel 2 der Landesliga Niederrhein. Die Spielzeit 2015/16 konnte man ebenfalls als Vizemeister beenden. In der Aufstiegsrelegation zur Oberliga Niederrhein scheiterte der 1. FC Kleve am Cronenberger SC (1:0, 0:4).
Nachdem die Saison 2016/17 mit dem 7. Tabellenplatz nur unbefriedigend abgeschlossen wurde und die Mannschaft zwischenzeitlich sogar auf dem letzten Tabellenplatz stand, verließ Thomas von Kuczkowski den Verein. Er wurde von Umut Akpinar, der 2014/15 seine Karriere als Klever Urgestein beendete und daraufhin als Trainer der 2. Mannschaft arbeitete, beerbt. Unter dem neuen Trainer spielten die Klever stark auf und sicherten sich am 30. Spieltag der Saison 2017/18 mit einem 4:0-Heimerfolg gegen den FSV Duisburg vorzeitig die Meisterschaft der Landesliga Niederrhein und damit verbunden den Aufstieg in die Oberliga Niederrhein.

## Platzierungen seit 2000
Grün unterlegte Platzierungen kennzeichnen einen Aufstieg, rot unterlegte einen Abstieg.
| Saison  | Liga                     | Platz |
| ------- | ------------------------ | ----- |
| 2000/01 | Landesliga Niederrhein 3 | 02.   |
| 2001/02 | Landesliga Niederrhein 3 | 01.   |
| 2002/03 | Verbandsliga Niederrhein | 01.   |
| 2003/04 | Oberliga Nordrhein       | 09.   |
| 2004/05 | Oberliga Nordrhein       | 06.   |
| 2005/06 | Oberliga Nordrhein       | 03.   |
| 2006/07 | Oberliga Nordrhein       | 07.   |
| 2007/08 | Oberliga Nordrhein       | 04.   |

| Saison  | Liga                     | Platz |
| ------- | ------------------------ | ----- |
| 2007/08 | Oberliga Nordrhein       | 04.   |
| 2008/09 | Regionalliga West        | 18.   |
| 2009/10 | NRW-Liga                 | 10.   |
| 2010/11 | NRW-Liga A               | 18.   |
| 2011/12 | Landesliga Niederrhein 3 | 07.   |
| 2012/13 | Landesliga Niederrhein 3 | 03.   |
| 2013/14 | Landesliga Niederrhein 2 | 03.   |
| 2014/15 | Landesliga Niederrhein 2 | 02.   |

| Saison  | Liga                     | Platz |
| ------- | ------------------------ | ----- |
| 2015/16 | Landesliga Niederrhein 2 | 02.   |
| 2016/17 | Landesliga Niederrhein 2 | 07.   |
| 2017/18 | Landesliga Niederrhein 2 | 01.   |
| 2018/19 | Oberliga Niederrhein     | 12.   |
| 2019/20 | Oberliga Niederrhein     | 11.   |
| 2020/21 | Oberliga Niederrhein     | B     |
| 2021/22 | Oberliga Niederrhein     | 07.   |
| 2022/23 | Oberliga Niederrhein     | 15.   |
| 2023/24 | Oberliga Niederrhein     | 13.   |
| 2024/25 | Oberliga Niederrhein     | 13.   |

## Persönlichkeiten

### Trainer
Eine chronologische Übersicht über alle Trainer des Vereins seit der Fusion im Jahre 2000.
| Amtszeit      | Trainer               |
| ------------- | --------------------- |
| 2000 bis 2001 | Jürgen Hoffmann       |
| 2001 bis 2002 | Horst Riege           |
| 2002 bis 2004 | Fred Bockholt         |
| 2004 bis 2007 | Klaus Berge           |
| 2007 bis 2009 | Arie van Lent         |
| 2009 bis 2011 | Georg Kress           |
| 2011 bis 2012 | Sebastian Kaul        |
| 2012 bis 2017 | Thomas von Kuczkowski |
| Seit 2017     | Umut Akpinar          |

### Spieler
- Tuncay Aksoy
- Krzysztof Benedyk
- Mile Božić
- Werner Buttgereit
- Wolfgang Dedic
- Ralf von Diericke
- Raymon van Emmerik
- Minas Hantzidis
- Igor Jovanović
- Sebastian Kaul
- Dennis Kempe
- Jörg Lipinski
- Matthew Mendy
- Christoph Müller
- Marcel Podszus
- Thomas Puschmann
- Tomi Saarelma
- Stephan Schulz-Winge
- Sören Seidel
- Marius Sowislo
- Luciano Velardi
- Thomas Vtic
- André Wiwerink
- Andreas Zimmermann

## Stadion

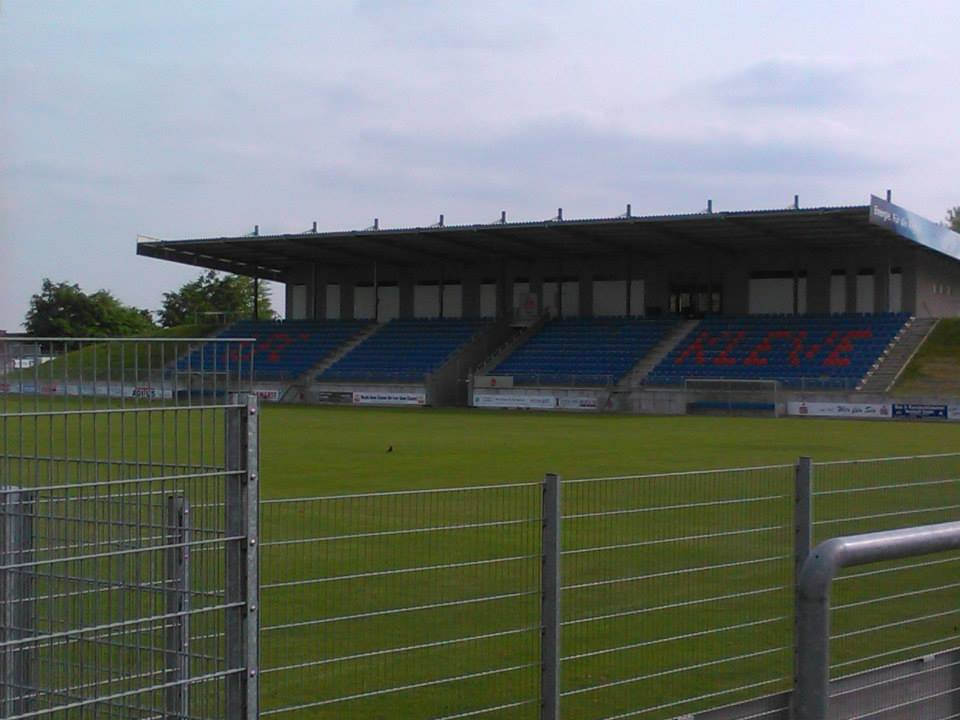
Eroglu-Arena in Kleve

Seine Heimspiele trägt der 1. FC Kleve in der Eroglu-Arena aus. Das Stadion hat eine Gesamtkapazität von 5056 Zuschauern. Es wurde im Jahr 2000 errichtet und wurde zuletzt im Jahre 2008 anlässlich des Aufstiegs in die Regionalliga umgebaut. Ursprünglich hieß das Stadion Stadion am Bresserberg, dann von 2008 bis 2018 Volksbank Arena und anschließend bis 2022 Getec-Arena (getec-Servicegesellschaft mbH).